# Bayer 04 Leverkusen Fußball 2021-2022 (femminile)
Questa voce raccoglie le informazioni riguardanti il Bayer 04 Leverkusen Fußball nelle competizioni ufficiali della stagione 2021-2022.

## Divise e sponsor
La tenuta era la stessa del Bayer Leverkusen maschile.
|  | Casa | Trasferta | Terza tenuta |

## Rosa
Rosa, ruoli e numeri di maglia come da sito ufficiale, aggiornati al 15 marzo 2021.
| N. |                                 | Ruolo | Calciatrice             |
| -- | ------------------------------- | ----- | ----------------------- |
| 1  | Germania (bandiera)             | P     | Anna Klink              |
| 3  | Germania (bandiera)             | D     | Melissa Friedrich       |
| 4  | Polonia (bandiera)              | C     | Sylwia Matysik          |
| 5  | Germania (bandiera)             | C     | Lisanne Gräwe           |
| 6  | Germania (bandiera)             | D     | Henrike Sahlmann        |
| 7  | Germania (bandiera)             | C     | Jessica Wich (capitano) |
| 8  | Germania (bandiera)             | D     | Julia Pollak            |
| 9  | Germania (bandiera)             | C     | Chiara Bücher           |
| 10 | Bosnia ed Erzegovina (bandiera) | A     | Milena Nikolić          |
| 11 | Germania (bandiera)             | C     | Kristin Kögel           |
| 13 | Germania (bandiera)             | D     | Caroline Siems          |
| 14 | Germania (bandiera)             | D     | Juliane Wirtz           |
| 16 | Germania (bandiera)             | C     | Sofie Zdebel            |

| N. |                     | Ruolo | Calciatrice                 |
| -- | ------------------- | ----- | --------------------------- |
| 17 | Svizzera (bandiera) | A     | Amira Arfaoui               |
| 18 | Germania (bandiera) | D     | Ann-Kathrin Vinken          |
| 19 | Ungheria (bandiera) | A     | Dóra Zeller                 |
| 20 | Serbia (bandiera)   | C     | Dina Blagojević             |
| 21 | Svizzera (bandiera) | A     | Irina Pando                 |
| 23 | Germania (bandiera) | D     | Nina Brüggemann             |
| 24 | Ungheria (bandiera) | D     | Lilla Turányi               |
| 26 | Germania (bandiera) | C     | Clara Fröhlich              |
| 27 | Germania (bandiera) | P     | Friederike Abt (poi Repohl) |
| 30 | Svizzera (bandiera) | D     | Lara Marti                  |
| 31 | Germania (bandiera) | C     | Verena Wieder               |
| 33 | Germania (bandiera) | P     | Joyce Prabel                |

## Calciomercato

### Sessione estiva
| Acquisti | Acquisti          | Acquisti                        | Acquisti   |
| R.       | Nome              | da                              | Modalità   |
| -------- | ----------------- | ------------------------------- | ---------- |
| P        | Friederike Repohl | Wolfsburg                       | definitivo |
| D        | Clara Fröhlich    | SSV Bergisch Born [Primavera B] | definitivo |
| D        | Julia Pollak      | Bayern Monaco II                | definitivo |
| D        | Caroline Siems    | Aston Villa                     | definitivo |
| C        | Amira Arfaoui     | Servette FCCF                   | definitivo |
| C        | Dina Blagojević   | Sand                            | definitivo |
| C        | Lisanne Gräwe     | Wolfsburg                       | definitivo |
| A        | Irina Pando       | Lucerna                         | definitivo |

| Cessioni | Cessioni           | Cessioni            | Cessioni                       |
| R.       | Nome               | a                   | Modalità                       |
| -------- | ------------------ | ------------------- | ------------------------------ |
| P        | Anna Wellmann      | Turbine Potsdam     | definitivo                     |
| D        | Selina Garofalo    | Andernach           | definitivo                     |
| D        | Frederike Kempe    | RB Lipsia           | definitivo                     |
| D        | Isabel Kerschowski | Turbine Potsdam     | definitivo                     |
| D        | Ann-Kathrin Vinken | Bayer Leverkusen II | aggregata alla squadra riserve |
| C        | Nicole Banecki     | Staaken             | definitivo                     |
| C        | Henrietta Csiszár  | Inter               | definitivo                     |
| C        | Pauline Machtens   | Syracuse Orange     | definitivo                     |
| C        | Gianna Rackow      | RB Lipsia           | definitivo                     |
| C        | Pauline Wimmer     | Hohen Neuendorf     | definitivo                     |
| A        | Viktoria Pinther   | FFC Vorderland      | definitivo                     |
| A        | Mina Tanaka        | INAC Kobe Leonessa  | definitivo                     |

### Sessione invernale
| Acquisti | Acquisti         | Acquisti       | Acquisti   |
| R.       | Nome             | da             | Modalità   |
| -------- | ---------------- | -------------- | ---------- |
| C        | Vildan Kardesler | ASU Sun Devils | definitivo |

| Cessioni | Cessioni | Cessioni | Cessioni |
| R.       | Nome     | a        | Modalità |
| -------- | -------- | -------- | -------- |
|          |          |          |          |

## Risultati

### Frauen-Bundesliga

#### Girone di andata
| Arbitro: | Söder (Ingolstadt) |

|  |           |                                |
|  | Marcatori | 29’ Zeller 62’ Gräwe 69’ Kögel |

| Arbitro: | Heidenreich (Bad Schwartau) |

|                |           |                          |
| Blagojević 39’ | Marcatori | 64’ Endemann 86’ Sterner |

| Arbitro: | Joos (Leinfelden-Echterdingen) |

|                          |           |  |
| Wieder 78’ Nikolić 90+1’ | Marcatori |  |

| Arbitro: | Derlin (Bad Schwartau) |

|  |           |                           |
|  | Marcatori | 18’, 81’ Pando 62’ Wieder |

| Arbitro: | Arlt (Greven) |

|                              |           |  |
| Nikolić 15’ Kögel 66’ (rig.) | Marcatori |  |

| Arbitro: | Joos (Leinfelden-Echterdingen) |

|                  |           |                        |
| Wirtz 89’ (aut.) | Marcatori | 34’ Nikolić 83’ Wieder |

| Arbitro: | Söder (Ingolstadt) |

|                             |           |                                               |
| Zeller 63’, 82’ Nikolić 73’ | Marcatori | 13’ Zawistowska 34’, 49’, 80’ (rig.) Islacker |

| Arbitro: | Michel (Gau-Odernheim) |

|                                                                   |           |             |
| Brand 6’ Hagel 32’, 82’ Corley 45’, 90’ Naschenweng 58’ Billa 63’ | Marcatori | 53’ Nikolić |

| Arbitro: | Arlt (Münster) |

|  |           |               |
|  | Marcatori | 26’ Prašnikar |

| Arbitro: | Derlin (Bad Schwartau) |

|                                                                  |           |             |
| Dallmann 5’ Schüller 13’, 29’ Rall 24’, 64’ Gwinn 26’ Asseyi 62’ | Marcatori | 74’ Arfaoui |

| Arbitro: | Michel (Gau-Odernheim) |

|            |           |              |
| Wieder 41’ | Marcatori | 25’ Lattwein |

#### Girone di ritorno
| Arbitro: | Diekmann (Dortmund) |

|                        |           |  |
| Fröhlich 6’ Wieder 52’ | Marcatori |  |

| Arbitro: | Breier (Konz) |

|           |           |             |
| Touon 56’ | Marcatori | 18’ Nikolić |

| Arbitro: | Michel (Gau-Odernheim) |

|                                                         |           |                        |
| Orschmann 70’ Chmielinski 73’ Kössler 85’ Ehegötz 90+3’ | Marcatori | 31’ Wieder 52’ Nikolić |

| Arbitro: | Diekmann (Dortmund) |

|                   |           |                    |
| Wieder 55’ (rig.) | Marcatori | 13’ (rig.) Ulbrich |

| Arbitro: | Wacker (Lehrensteinsfeld) |

|                       |           |            |
| Evels 10’ Gentile 29’ | Marcatori | 20’ Bücher |

| Arbitro: | Michel (Gau-Odernheim) |

|                         |           |                                                 |
| Pando 15’ Friedrich 40’ | Marcatori | 49’ Hoffmann 56’ (rig.) Kayikçi 90+2’ Vojteková |

| Arbitro: | Heidenreich (Bad Schwartau) |

|              |           |            |
| Islacker 16’ | Marcatori | 86’ Zeller |

| Arbitro: | Heimann (Gladbeck) |

|  |           |                             |
|  | Marcatori | 7’, 37’, 90+3’ (rig.) Hagel |

| Arbitro: | Derlin (Bad Schwartau) |

|                      |           |             |
| Mauron 57’ Dunst 85’ | Marcatori | 51’ Enderle |

| Arbitro: | Arlt (Münster) |

|  |           |                                          |
|  | Marcatori | 38’ Lohmann 41’ Gwinn 44’ (aut.) Matysik |

| Arbitro: | Derlin (Bad Schwartau) |

|                                                                          |           |            |
| Lattwein 3’ Waßmuth 13’, 45’ Pajor 35’, 42’ Blässe 38’ van de Sanden 70’ | Marcatori | 75’ Pollak |

### DFB-Pokal der Frauen
| Arbitro: | Schwermer (Rieder) |

|               |           |                                             |
| Fudalla 45+2’ | Marcatori | 19’ Zeller 47’ (aut.) Weilharter 55’ Wieder |

| Arbitro: | Westerhoff (Bochum) |

|                                                 |                      |                                                           |
| Zeller 90’, 116’                                | Marcatori            | 65’ De Caigny 112’ Steinert                               |
| Zeller Pando Nikolić Siems Arfaoui Vinken Wirtz | Tiri di rigore 5 – 4 | Billa Feldkamp De Caigny Harsch Bühler Wienroither Specht |

| Arbitro: | Westerhoff (Bochum) |

|              |           |                  |
| Endemann 12’ | Marcatori | 21’, 104’ Zeller |

| Arbitro: | Hussein (Bad Harzburg) |

|                                       |                      |                                                 |
| Blagojević 66’ (rig.)                 | Marcatori            | 83’ (rig.) Kerschowski                          |
| Kögel Zeller Nikolić Siems Blagojević | Tiri di rigore 3 – 4 | Kössler Kerschowski K. Holmgaard Weidauer Agrež |

## Statistiche

### Statistiche di squadra
| Competizione         | Punti | In casa | In casa | In casa | In casa | In casa | In casa | In trasferta | In trasferta | In trasferta | In trasferta | In trasferta | In trasferta | Totale | Totale | Totale | Totale | Totale | Totale | DR  |
| Competizione         | Punti | G       | V       | N       | P       | Gf      | Gs      | G            | V            | N            | P            | Gf           | Gs           | G      | V      | N      | P      | Gf     | Gs     | DR  |
| -------------------- | ----- | ------- | ------- | ------- | ------- | ------- | ------- | ------------ | ------------ | ------------ | ------------ | ------------ | ------------ | ------ | ------ | ------ | ------ | ------ | ------ | --- |
| Frauen-Bundesliga    | 22    | 11      | 4       | 1       | 6       | 14      | 18      | 11           | 2            | 3            | 6            | 17           | 32           | 22     | 6      | 4      | 12     | 31     | 50     | -19 |
| DFB-Pokal der Frauen | -     | 2       | 0       | 2       | 0       | 3       | 3       | 2            | 2            | 0            | 0            | 5            | 2            | 4      | 2      | 2      | 0      | 8      | 5      | +3  |
| Totale               | -     | 13      | 4       | 3       | 6       | 17      | 21      | 13           | 4            | 3            | 6            | 22           | 34           | 26     | 8      | 6      | 12     | 39     | 55     | 16  |

### Andamento in campionato
| Giornata  | 1 | 2 | 3 | 4 | 5 | 6 | 7 | 8 | 9 | 10 | 11 | 12 | 13 | 14 | 15 | 16 | 17 | 18 | 19 | 20 | 21 | 22 |
| --------- | - | - | - | - | - | - | - | - | - | -- | -- | -- | -- | -- | -- | -- | -- | -- | -- | -- | -- | -- |
| Luogo     | T | C | C | T | C | T | C | T | C | T  | C  | C  | T  | T  | C  | T  | C  | T  | C  | T  | C  | T  |
| Risultato | V | P | V | V | V | V | P | P | P | P  | N  | V  | N  | P  | N  | P  | P  | N  | P  | P  | P  | P  |
| Posizione | 2 | 7 | 5 | 4 | 3 | 2 | 4 | 6 | 6 | 6  | 6  | 6  | 6  | 6  | 6  | 6  | 7  | 7  | 7  | 7  | 7  | 7  |

Legenda:

Luogo: C = Casa; T = Trasferta. Risultato: V = Vittoria; N = Pareggio; P = Sconfitta.

### Statistiche delle giocatrici
| Giocatore     | Frauen-Bundesliga | Frauen-Bundesliga | Frauen-Bundesliga | Frauen-Bundesliga | DFB-Pokal der Frauen | DFB-Pokal der Frauen | DFB-Pokal der Frauen | DFB-Pokal der Frauen | Totale   | Totale | Totale      | Totale     |
| Giocatore     | Presenze          | Reti              | Ammonizioni       | Espulsioni        | Presenze             | Reti                 | Ammonizioni          | Espulsioni           | Presenze | Reti   | Ammonizioni | Espulsioni |
| ------------- | ----------------- | ----------------- | ----------------- | ----------------- | -------------------- | -------------------- | -------------------- | -------------------- | -------- | ------ | ----------- | ---------- |
| F. Abt        | 8                 | -21               | 0                 | 0                 | 0                    | 0                    | 0                    | 0                    | 8        | -21    | 0           | 0          |
| A. Arfaoui    | 19                | 1                 | 1                 | 0                 | 4                    | 0                    | 0                    | 0                    | 23       | 1      | 1           | 0          |
| D. Blagojević | 5                 | 1                 | 0                 | 0                 | 1                    | 1                    | 0                    | 0                    | 6        | 2      | 0           | 0          |
| N. Brüggemann | 2                 | 0                 | 1                 | 0                 | 1                    | 0                    | 0                    | 0                    | 3        | 0      | 1           | 0          |
| C. Bücher     | 9                 | 1                 | 0                 | 0                 | 1                    | 0                    | 0                    | 0                    | 10       | 1      | 0           | 0          |
| A. Enderle    | 9                 | 1                 | 0                 | 0                 | 1                    | 0                    | 0                    | 0                    | 10       | 1      | 0           | 0          |
| M. Friedrich  | 20                | 1                 | 1                 | 0                 | 4                    | 0                    | 1                    | 0                    | 24       | 1      | 2           | 0          |
| C. Fröhlich   | 9                 | 1                 | 1                 | 0                 | 1                    | 0                    | 0                    | 0                    | 10       | 1      | 1           | 0          |
| L. Gräwe      | 21                | 1                 | 2                 | 0                 | 3                    | 0                    | 0                    | 1                    | 24       | 1      | 2           | 1          |
| A. Klink      | 14                | -29               | 0                 | 0                 | 4                    | -5                   | 0                    | 0                    | 18       | -34    | 0           | 0          |
| K. Kögel      | 19                | 2                 | 1                 | 0                 | 4                    | 0                    | 0                    | 0                    | 23       | 2      | 1           | 0          |
| L. Marti      | 15                | 0                 | 1                 | 0                 | 4                    | 0                    | 0                    | 0                    | 19       | 0      | 1           | 0          |
| S. Matysik    | 15                | 0                 | 3                 | 0                 | 3                    | 0                    | 0                    | 0                    | 18       | 0      | 3           | 0          |
| M. Nikolić    | 18                | 7                 | 0                 | 0                 | 4                    | 0                    | 0                    | 0                    | 22       | 7      | 0           | 0          |
| I. Pando      | 21                | 3                 | 0                 | 0                 | 4                    | 0                    | 1                    | 0                    | 25       | 3      | 1           | 0          |
| J. Pollak     | 9                 | 1                 | 0                 | 0                 | 1                    | 0                    | 0                    | 0                    | 10       | 1      | 0           | 0          |
| J. Prabel     | 0                 | 0                 | 0                 | 0                 | 0                    | 0                    | 0                    | 0                    | 0        | 0      | 0           | 0          |
| H. Sahlmann   | 12                | 0                 | 0                 | 0                 | 2                    | 0                    | 0                    | 0                    | 14       | 0      | 0           | 0          |
| C. Siems      | 15                | 0                 | 1                 | 0                 | 3                    | 0                    | 0                    | 0                    | 18       | 0      | 1           | 0          |
| L. Turányi    | 17                | 0                 | 2                 | 1                 | 2                    | 0                    | 0                    | 0                    | 19       | 0      | 2           | 1          |
| A-K. Vinken   | 7                 | 0                 | 1                 | 0                 | 3                    | 0                    | 0                    | 0                    | 10       | 0      | 1           | 0          |
| J. Wich       | 6                 | 0                 | 0                 | 0                 | 1                    | 0                    | 1                    | 0                    | 7        | 0      | 1           | 0          |
| V. Wieder     | 10                | 6                 | 0                 | 0                 | 3                    | 1                    | 0                    | 0                    | 13       | 7      | 0           | 0          |
| J. Wirtz      | 20                | 0                 | 3                 | 0                 | 4                    | 0                    | 1                    | 0                    | 24       | 0      | 4           | 0          |
| S. Zdebel     | 10                | 0                 | 1                 | 0                 | 1                    | 0                    | 0                    | 0                    | 11       | 0      | 1           | 0          |
| D. Zeller     | 18                | 4                 | 0                 | 0                 | 4                    | 5                    | 0                    | 0                    | 22       | 9      | 0           | 0          |